# The Phone Call
The Phone Call è un cortometraggio britannico del 2013 scritto e diretto da Mat Kirkby.

## Trama
Heather è una donna timida assunta in un call center presso il quale offre assistenza telefonica. Fra le molte telefonate, un giorno, riceve l'inaspettata chiamata di un uomo misterioso che cambierà la sua vita per sempre.

## Riconoscimenti[1]
2015
- Oscar come miglior cortometraggio - Academy Awards USA
- Winner Aco Aleksov Award Best Auteur - International Film Festival AsterFest

2014
- Winner Jury Award Best Narrative Short - Tribeca Film Festival

- Winner Audience Award - Special Recognition - Aspen ShortsFest
- Winner Youth Jury Prize - Aspen ShortsFest
- Winner Silver Dragon Best Fiction Film - Krakow Film Festival
- Winner Audience Award International Competition - Dresden Film Festival
- Winner Festival Prize Best Short Film - Heart of Golden International Short Film Festival
- Nominee Golden Horseman Best Short Fiction Film - International Competition - Dresden Film Festival
- Nominee Grand Jury Prize Shorts Competition - Miami Film Festival

2013
- Winner Jury Award Best Short Film of The Year - American Short Film Awards

- Nominee Grand Prix International - Cork International Film Festival